# Buddnakk

Buddnakk påstås av vissa vara den minsta järnvägsstationen efter såväl Inlandsbanan som övriga järnvägsnätet i Sverige, räknat på kurens storlek. Kuren har påståtts vara drygt 2 m² men den är nog snarare uppåt dubbelt så stor i ytan. Uppgiften stämmer sannolikt inte, även om den fortsätter att traderas av Inlandsbanans guider, eftersom Buddnakk för det första aldrig har varit en station i officiell mening. Platsen fungerade däremot som ett så kallat stoppställe under åren 1961-1977 och därefter som någon slags inofficiell hållplats. För det andra har det funnits jämnstora och troligen även mindre järnvägsbyggnader som varit avsedda för persontrafik - både längs Inlandsbanan och vid landets övriga järnvägar. Hansjö och Storstupet vid Inlandsbanan men även Stora Vede på Gotland och Karlevi på Öland är några exempel.
Buddnakk ligger i Arvidsjaurs kommun vid Sandviken i sjön Storavan, närmast Renviken. Stoppstället kom till för att de järnvägare som arrenderat stugtomter av skogsbolaget skulle kunna komma dit. Järnväg och båt (skoter på vintern) är fortfarande de enda sättet att komma dit eftersom väg saknas. Numera finns dock en enkel bilväg på någon kilometers avstånd. Här stannade på sommaren de tyska "permittenttågen" under andra världskriget för att soldaterna skulle få bada.